# Fanum Cocidi

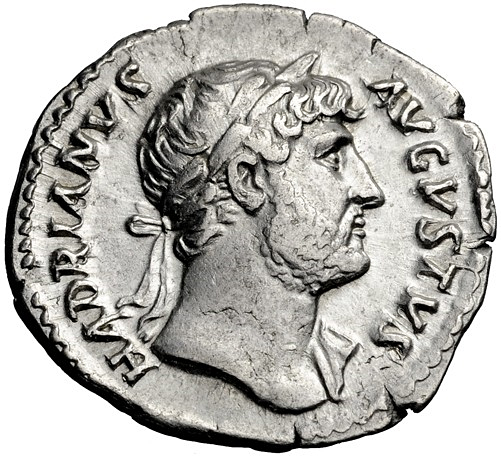
Münzporträt des Hadrian

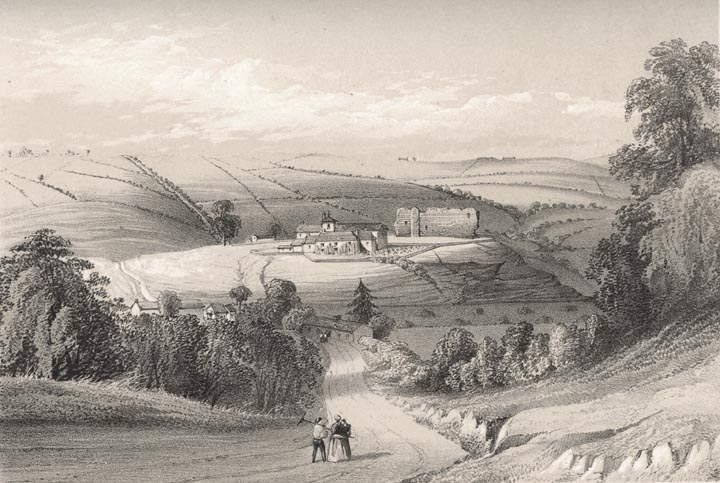
Das Kastellplateau vom Süden aus gesehen, Lithographie von J. Kell aus dem 19. Jahrhundert

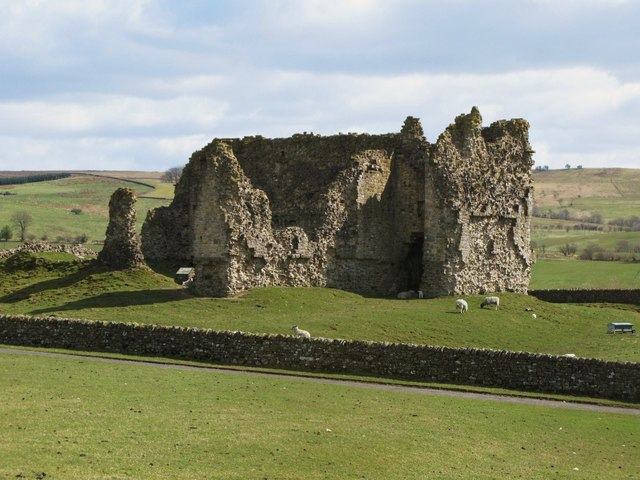
Ruine der mittelalterlichen Burg in der NO-Ecke des Kastells

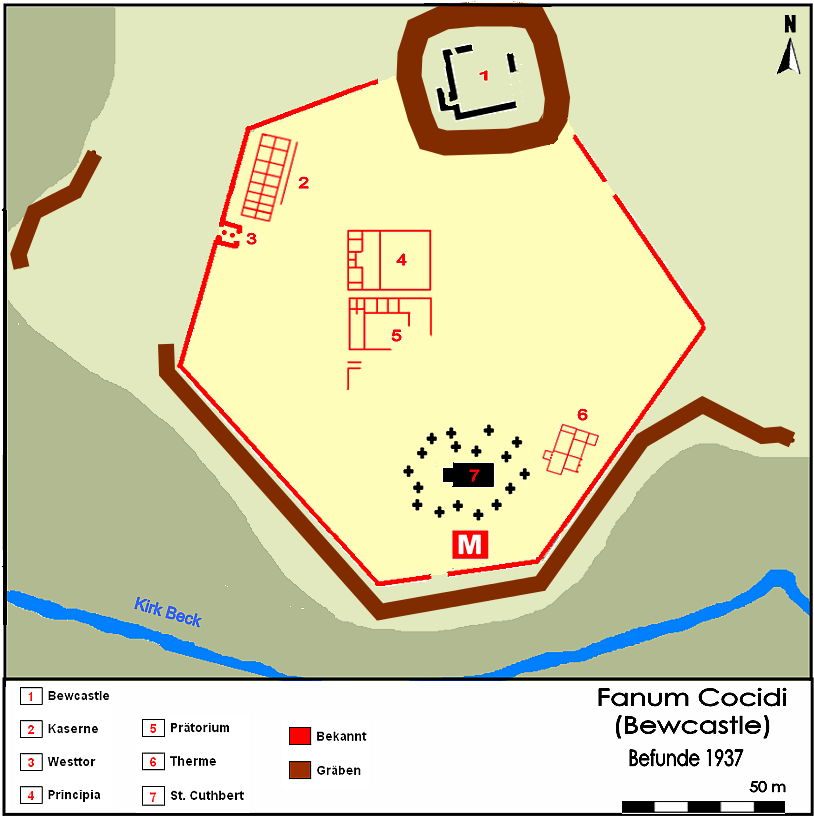
Befundplan von 1937, Zustand im 3. Jahrhundert n. Chr.

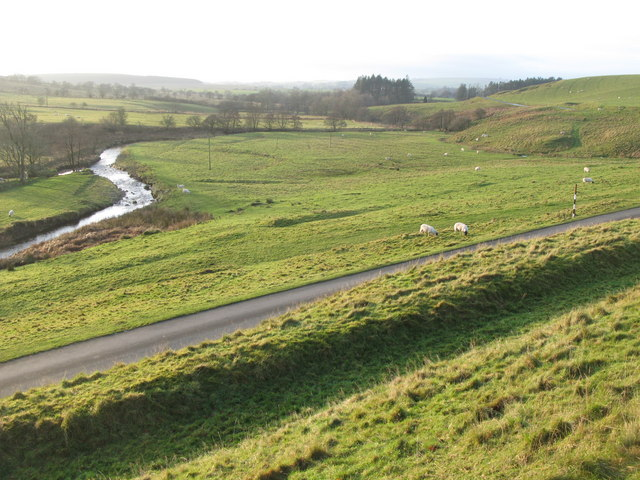
Blick auf das Tal des Kirk Beck

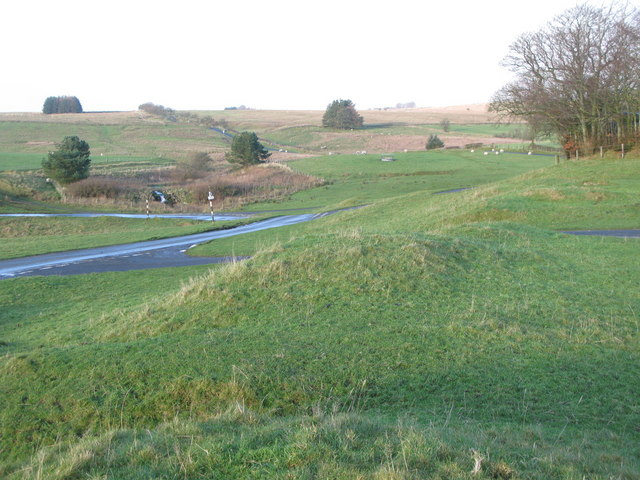
Reste der südwestlichen Kastellumwehrung

Silberplatten für Cocidius aus der Principia des Kastells

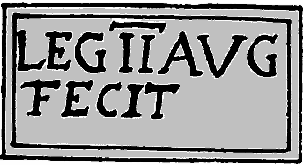
Bauinschrift der Legio II Augusta

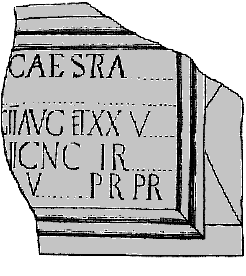
Bauinschrift der Legio II und Legio XX

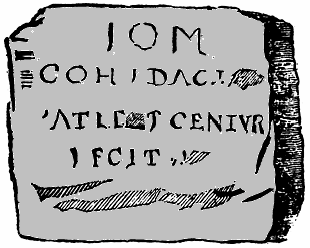
Iupiteraltar der Cohors I Dacorum

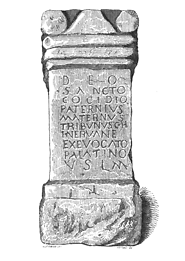
Cocidiusaltar der Cohors I Nerviorum

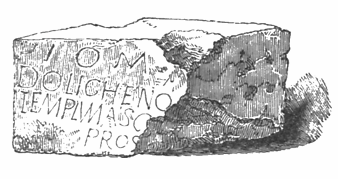
Bauinschrift des Iupitertempels

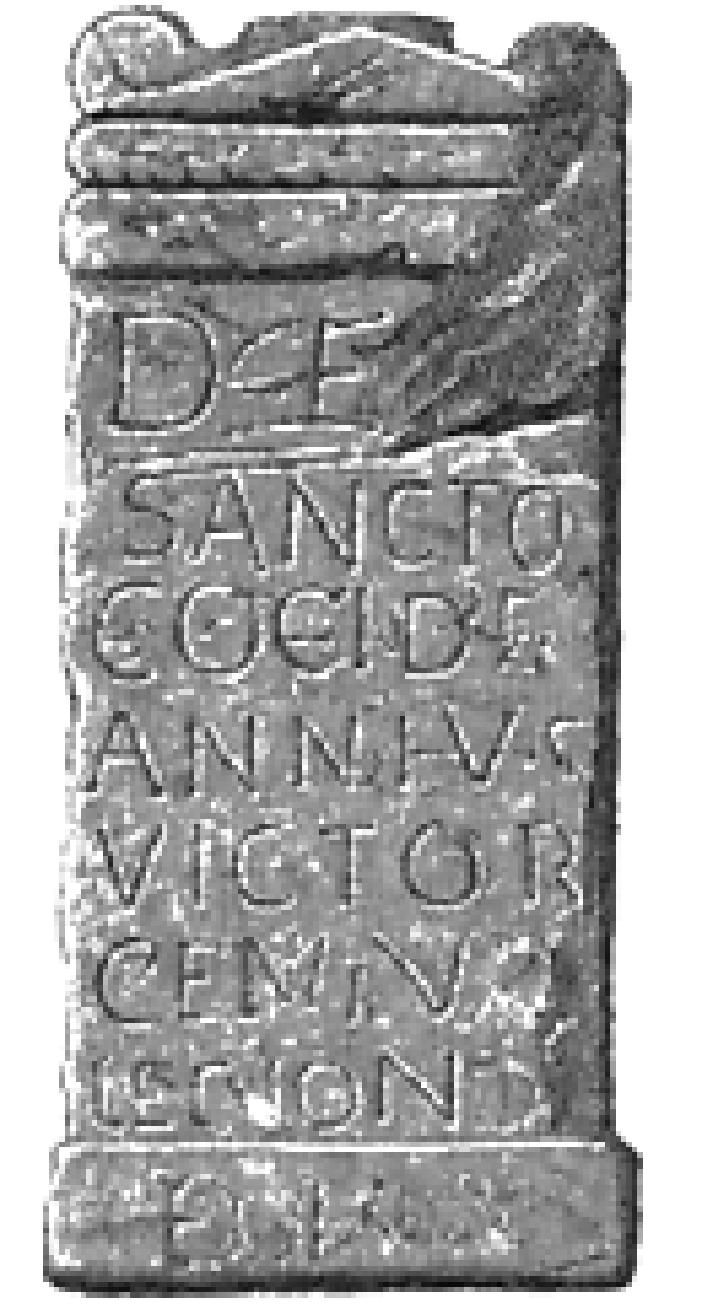
Cocidiusaltar des Annius Victor

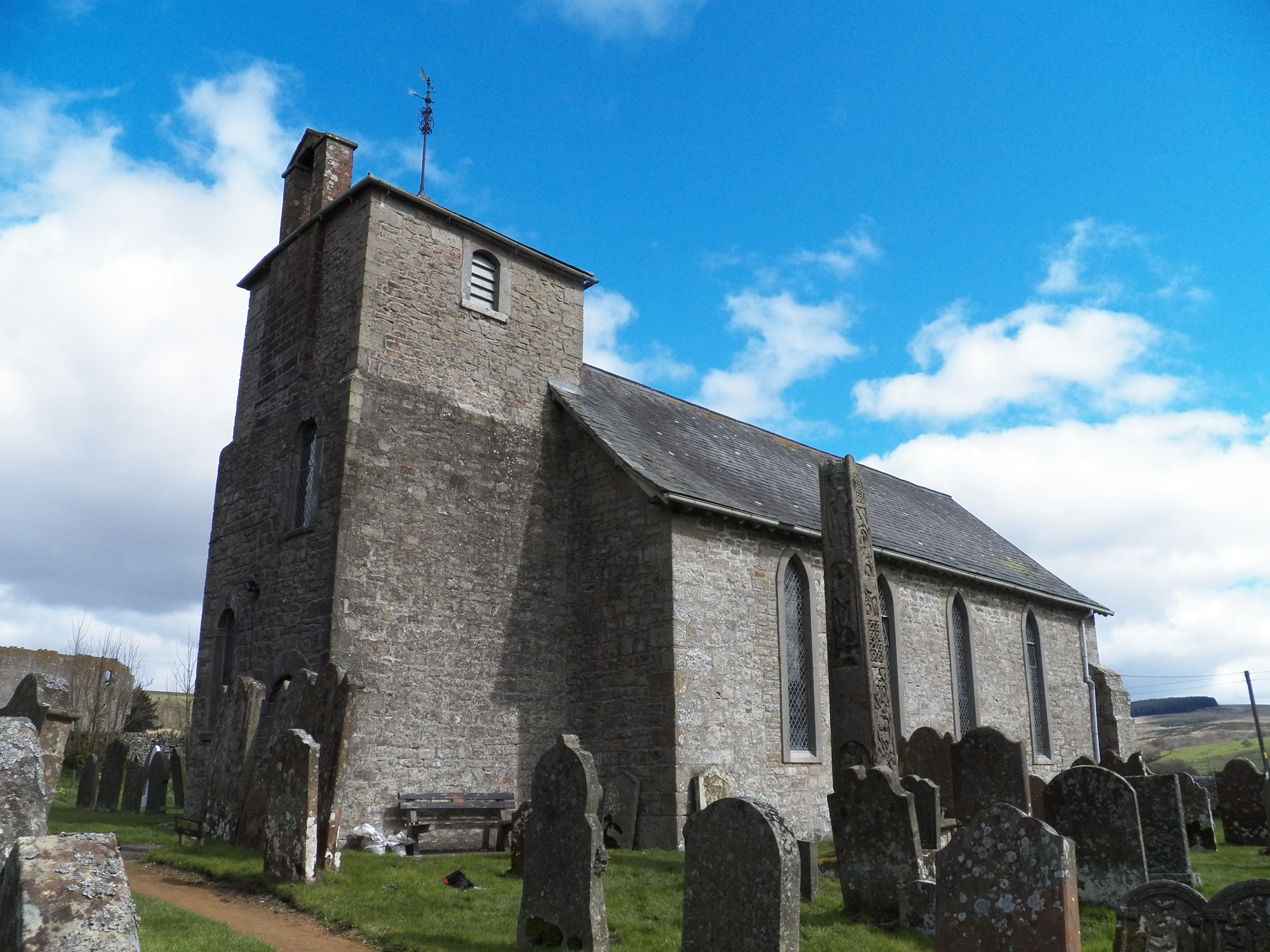
St.-Cuthbert-Kirche und Torso des Bewcastle Cross im südlichen Teil des Kastellgeländes

Fanum Cocidi war ein römisches Hilfstruppenkastell auf dem Gemeindegebiet (Parish) von Bewcastle, District Carlisle, County Cumbria, England.
Die erste dort archäologisch nachgewiesene Befestigung wurde Mitte des 2. Jahrhunderts, gleichzeitig mit dem Hadrianswall, errichtet. Zunächst als Erd- und Holzkonstruktion konzipiert, wurde es wenig später in ein Steinkastell umgebaut, das einen für diese Zeit ungewöhnlichen Grundriss hatte. Es diente als Vorfeldsicherung des Walls, wurde mehrmals umgebaut bzw. renoviert und im 4. Jahrhundert wieder aufgegeben. Eine römische Straße, der Maiden Way, verband Bewcastle mit dem Wallkastell Birdoswald. Im Mittelalter wurden innerhalb der römischen Festung eine Burg (Bewcastle) und die St.-Cuthbert-Kirche errichtet. Das Kastellareal und die Burg stehen heute unter dem Schutz von English Heritage. Eine kostenlos zu besichtigende Ausstellung – Bewcastle: Past and Present – befasst sich mit der Geschichte des Grenzlandes und des Dorfes, der Tierwelt und der Landschaft. Sie befindet sich in einem dafür adaptierten Gebäude auf dem Friedhof und ist täglich geöffnet. Die Schautafeln vor Ort beziehen sich auf das Kastell und die mittelalterliche Burg.

## Name
Der römische Name ist für diesen Platz nicht gesichert. William Camden und John Horsley nahmen an, dass es sich um die Station Apiatorium handelte; John Hodgson votierte für Banna. Beide Theorien sind heute jedoch eindeutig widerlegt. Fanum stammt aus dem Lateinischen und bedeutet „Tempel“ oder „Schrein“. Cocidius war ein romano-britischer Kriegsgott, der auch von den im Nordbritannien stationierten römischen Soldaten verehrt wurde. Möglicherweise waren seine Darstellungen mit roter Farbe bemalt, sein Name könnte somit „der Rote“ (keltisch cocc-, walisisch coch), bedeuten. Der antike Ortsname wird nur in der Ravenna-Kosmographie des 5. Jahrhunderts als Fanocodi, zwischen den Stationen Bowness on Solway (Maia) und Brougham (Brocavum), erwähnt. Dieser Eintrag wird in der Forschung mit dem Kastell in Bewcastle gleichgesetzt, da auch von den neun bisher bekannten römischen Altären, die von dort stammen, sechs Cocidius gewidmet sind. Ob diese Interpretation tatsächlich korrekt ist, ist nur eine Vermutung, die noch nicht durch eindeutige epigraphische Funde bestätigt werden konnte.
Der heute gebräuchliche Ortsname leitet sich von búð, booth ab. Der Begriff stammt aus dem Altnordischen und bedeutet „provisorisches Gebäude“. Der Namensteil „castle“ im Ortsnamen bezieht sich vermutlich auf das römische Kastell. Auch lange Zeit nach ihrem Verfall blieben die Kastelle weithin sichtbare Landschaftsmarken und wurden im Volksmund ceaster genannt.

## Lage
Das Lager befand sich 11 km nördlich des Wallkastells Birdoswald (Banna) und 26 km von Carlisle (Luguvalium) entfernt. Heute befindet es sich größtenteils auf den Weidegründen der Demesne Farm. Es stand auf einem leicht nach Südwesten abfallenden Plateau, das an der Ost-, West- und Südseite durch eine 12 Meter hohe Steilkante geschützt ist. Zusätzlich bildete die Schleife des Kirk Beck im Süden und ein Sumpf im Südwesten ein Annäherungshindernis. Vom Plateau aus hat man einen freien Blick auf das Flusstal des Kirk Beck, der im Süden vorbeifließt. Im Westen passiert der Hall Sike das Plateau und im Osten der Bride Gill. Das Plateau ragte etwas in das Tal des Kirk Beck hinein und liegt in einem natürlichen Becken, dessen Nord-, Ost- und Südseite halbkreisförmig von einer etwas höheren, teils bewaldeten Hügelkette umgeben ist. Deshalb war der Ausblick auf 1,6 km nach Norden und Süden und 3,2 km nach Osten begrenzt. Nur der Blick nach Westen ist unverstellt und man kann 5 km weit bis zu den Höhen bei Roadhead sehen. Das Kastell beherrschte damit gewissermaßen eine topographische Sackgasse. Wie die Vorpostenkastelle von Netherby (Castra Exploratorum) und Birrens (Blatobulgium) lag es etwa einen halben Tagesmarsch nördlich des Walls. Es war über eine Römerstraße (lateinisch: via Puellarum, altenglisch: Maydengathe) erreichbar, die heute als Maiden Way bekannt ist, eine etwa 32 km lange Straße, die Kirkby Thore (Bravoniacum) mit Carvoran am Hadrianswall (Magnae) verband. Sie verlief zuerst östlich nahe dem Stanegate nach Birdoswald, von dort 11 km Richtung Norden bis Bewcastle und vielleicht noch weiter bis Liddesdale. Ob es sich dabei aber immer um dieselbe Straßentrasse handelte, ist noch umstritten. Durch sie wurde der zentrale Abschnitt der Nordgrenze mit dem römischen Fernstraßennetz verbunden. Collingwood stellte fest, dass die Straße mehr oder weniger in einer geraden Linie auf das Kastell zulief und den Kirk Beck etwa 46 Meter östlich von Byer Cottage überquerte. Danach führte sie den Hang zum Plateau hinauf, direkt zum Osttor des Lagers.

## Forschungsgeschichte
Die Signalstation Robin Hoods Butts 1901 wurde von Francis Haverfield ausgegraben. Kleinere Ausgrabungen im Kastell wurden in den Jahren zwischen 1922 und 1978 vorgenommen, bei denen vor allem die Positionen einiger interner Gebäude festgestellt wurden. Die Frühgeschichte des Lagers wurde von Eric Birley zusammengefasst. Bei der im Jahre 1937 von Ian Richmond geleiteten Ausgrabung wurden die Ost- und Südwestmauer, das Nordwesttor, die Principia, das Prätorium und ein Kasernenblock untersucht. Das Badehaus in der Praetentura des Lagers wurde teilweise zwischen 1949 und 1954 freigelegt, die NW-Ecke zwischen 1977 und 1978. Paul Austen grub 1977–1978 in der Nordwestecke des Lagers und untersuchte dort einen Teil der Verteidigungsanlagen und einige Innengebäude. Die Ausgrabungsergebnisse aus den Jahren 1949, 1954 und 1956 wurden erst 1993 veröffentlicht. In den Sommermonaten von 2000, 2002, 2003 und 2008 wurden mehrere geophysikalische Vermessungen durchgeführt. 2012 wurde südlich des Kirk Beck ein Marsch- oder Baulager entdeckt.

## Fundspektrum
Im Umfeld des Kastells konnten weiters neun Altäre geborgen werden. Fünf waren dem germanischen Kriegsgott Cocidius gewidmet und ein weiterer seiner romanisierten Personifikation, dem Mars Cocidius. Nur einer war dem Mars Belatucadrus, zwei dem Iupiter Optimus Maximus geweiht. Zu den bemerkenswertesten Funden zählen die Votivgaben für den Gott Cocidius. Es handelt sich dabei um zwei, 89 × 113 und 57 × 79 cm große Silberplatten aus dem 3. Jahrhundert, die 1937 im Kellerraum unter dem Fahnenheiligtum der Principia gefunden wurden. Auf einer ist der Gott in einer Art Schrein, mit einem Speer in der rechten und einem Schild in seiner linken Hand, auf der anderen nur mit einem Speer dargestellt. In beiden waren auch Inschriften, Deo Cocidio und D(e)o Coc(i)dịo Av(e)ntinus f(ecit), eingeprägt. Die Platten befinden sich heute im Tullie House Museum. Sie wurden aus der Fundschicht des vierten Jahrhunderts, vermengt mit Artefakten aus dem dritten Jahrhundert, geborgen. Beifunde waren der Steinsockel einer Kaiserstatue, Fragmente von zwei bronzenen Buchstaben, das Bruchstück eines eisernen Donnerkeils von einer Kaiserstatue, sieben Eisenhülsen auf Eichenholzschäften für die Aufstellung von Feldzeichen oder Fahnen, eine eiserne Pfeilspitze und ein Schaftfragment aus Bronze. Weitere in der Nähe des Kastells gefundene römische Objekte umfassen eine gut erhaltene samische Schale (Form 37), die 1934 entdeckt wurde, und Keramikfragmente. Die Münzfunde wurden im Zuge der Ausgrabungen von 1937 (insgesamt 15 Stück, inkl. zwei unleserlichen) und 1977 (neun Stück), sowie weitere sechs Stück aus den Grabungen zwischen 1922 und 1962 gemacht. Von den 28 datierbaren Münzen wurden sechs in die Zeit der letzten Kaiser des gallischen Sonderreiches (Imperium Galliarum), Tetricus I. und Tetricus II. geprägt, plus vier weitere aus der Mitte des 3. Jahrhunderts. Die Schlussmünze stammt aus den frühen 4. Jahrhundert und könnte ein Indiz dafür sein, dass das Kastell bis in diese Zeitperiode von den Römern besetzt war.

## Entwicklung

### Vorrömische Zeit
Das Plateau von Bewcastle dürfte schon seit der Bronzezeit besiedelt gewesen sein. Nahe der mittelalterlichen Burg und 800 Meter östlich von Woodhead wurden die Reste von Rundhütten (Steinkreise) beobachtet. Die Stätte dürfte also lange vor den Römern bekannt und, wie schon der Ortsname annehmen lässt, das Zentrum des Cocidiuskultes gewesen sein, das von den einheimischen Stämmen zur Zelebrierung religiöser Riten und Andachten aufgesucht wurde. An keinem Ort in Britannien wurden ähnlich viele Widmungen an diese Gottheit gefunden.

### 1. bis 2. Jahrhundert
Der Maiden Way lief direkt an Bewcastle vorbei und war wohl eine der wenigen antiken Routen in den Norden, die auch mit Ochsenkarren passiert werden konnten, noch bevor die Römer um ungefähr 79 n. Chr. in diese Gegend vorstießen. Vielleicht stand hier einst ein Hillfort, das für das römische Kastell wiederverwendet wurde. Der Platz bot nebenbei auch eine gute Wasserversorgung, Baumaterial wie Holz, Steine und Sand war in der näheren Umgebung reichlich vorhanden. Im Jahre 122 befahl Kaiser Hadrian, im Norden Britanniens eine Sperrmauer, verstärkt durch Wachtürme und Kastelle, vom Tyne bis zum Solway-Firth zu errichten, um die britischen Provinzen vor den ständigen Einfällen der nördlichen Barbarenstämme zu schützen. Der Wall wurde größtenteils durch Soldaten der drei in Britannien stationierten Legionen und der Classis Britannica errichtet. Fünf Kastelle (zwei davon sollten zusätzlich das Stammesgebiet der verbündeten Briganten sichern) lagen als Vorposten nördlich des Hadrianswalles um rechtzeitig vor Unruhen und möglichen Angriffen auf die Mauer zu warnen. Während des zweiten Jahrhunderts ging die größte Bedrohung von den Stämmen der Novantae und Selgovae aus, die im heutigen Dumfries und Galloway siedelten. Der Außenposten in Bewcastle sollte wohl einen natürlichen Geländeeinschnitt bzw. einen potentiellen Anmarschweg zum Hadrianswall kontrollieren, aber wohl keine überregionale Verkehrsverbindung. Es gibt bislang keinen archäologischen oder schriftlichen Beweis, dass sich der Maiden Way über Bewcastle hinaus fortsetzte. Man nimmt an, dass die Cohors I Aelia Dacorum zuerst ein Holz-Erde-Kastell (mindestens eines seiner Tore und die Principia waren aber von Anfang an aus Stein) errichtete. Während der Besetzung des Antoninuswalls wurde es 142 aufgegeben, nach Aufgabe des Walls aber um 163 wieder besetzt und in ein Steinlager umgebaut. In Bewcastle aufgefundene Bauinschriften weisen darauf hin, dass Vexillationen von allen drei in Britannien stationierten Legionen entweder am Bau oder der Renovierung von Gebäuden des neuen Kastells beteiligt waren.

### 3. bis 4. Jahrhundert
Die Festung wurde deshalb im späten zweiten bis zum frühen dritten Jahrhundert im großen Stil umgebaut, um dort wohl eine noch größere Garnison unterzubringen. Es ist wahrscheinlich, dass sie damals mit einer Cohors milliaria equitata (rund 800 bis 1000 Mann stark), wie auch in den anderen Vorpostenlagern wie Risingham, High Rochester und Netherby, belegt wurde. Richmond fand bei seinen Grabungen heraus, dass die ursprüngliche Mauer auf der Südwestseite abgebrochen worden war, um Raum für mehr Unterkünfte zu schaffen. An diesem Grenzabschnitt dürfte bis zum Ende des 3. Jahrhunderts noch relative Ruhe geherrscht haben. Danach geriet er zunehmend unter den Druck einer nördlich der Mauer siedelten Stammeskoalition, die die Römer als Pikten bezeichneten. Das Kastell wurde 297 niedergebrannt und verlassen, aber bald danach erneut besetzt und wiederaufgebaut. Die Schlussmünze stammt aus dem Jahr 309. Zwischen 342 und 343 griffen die Pikten erneut an und zerstörten mehrere Kastelle, die nördlich der Mauer existierten (einschließlich Bewcastle). Nach dem konzertierten Einfall der Pikten, Scoten und Angelsachsen (barbarico conspiratio) von 367 wurde es wohl endgültig zerstört. Die römische Ordnung in Britannien konnte erst 369 vollständig wiederhergestellt werden. Spätestens ab 410 wurde Britannien von der weströmischen Regierung in Ravenna sich selbst überlassen. Die Aufgabe des Kastells fällt aber offenbar in eine viel frühere Zeitperiode als das von Richmond vorgeschlagene Jahr 367. Wahrscheinlich wurde seine Besatzung schon 312 unter Konstantin I. abgezogen. Sein Krieg gegen Maxentius in Italien war wohl Anlass für den Abmarsch größerer britischer Truppenkontingente auf den Kontinent, die zur Aufstellung einer neuen Armee herangezogen wurden, da die Rheinarmee zur Grenzsicherung unentbehrlich war. Auch die Funde von Bewcastle scheinen diese Theorie zu bestätigen. In der diesbezüglichen Truppenliste der Notitia Dignitatum wird das Kastell ebenfalls nicht erwähnt. Ein zusätzliches Indiz dafür, dass es im späten 4. Jahrhundert nicht mehr mit regulären Soldaten belegt war. Man fand nur wenige Hinweise für eine nachrömische Besiedlung.

### Poströmische Zeit
Auch nach dem Rückzug der Römer aus Britannien diente der Maiden Way als regionale Verkehrs- und Handelsroute. Nun wanderten die Angelsachsen in die Region um Bewcastle ein. Vermutlich besetzten sie auch die Kastellruine. Reste eines Webstuhls aus dieser Zeit wurden u. a. bei der Ausgrabung des Kastellbades gefunden. Es könnte in dieser Zeit als Etappenstation auf den Weg in den Norden der Insel gedient haben. Dass Bewcastle für sie von größerer Bedeutung war, zeigt die Aufstellung des Bewcastle Cross. Dieses frühmittelalterliche Steinkreuz (sein Oberteil ist heute verschollen), steht angeblich über der letzten Ruhestätte des Alcfrith, König der Angeln von Deira (655 – 664). Neuere Erkenntnisse deuten darauf hin, dass es die Grenze des christianisierten Gebietes markieren sollte. Die frühen Christen vereinnahmten recht häufig antike Kultstätten, um sie neu zu weihen und in ihrem Sinne weiterzuverwenden. Dies mag auch hier der Fall gewesen sein und gründete sich wohl auf die lange Tradition von Bewcastle als lokales religiöses Zentrum. Es lässt auch auf eine Nutzung des Kastells bis ins 7. oder 8. Jahrhundert schließen. Zu dieser Zeit stand hier vermutlich ein Königshof oder ein Kloster samt Kirche (vielleicht auch beides), wohl die Vorgängerin der heutigen St.-Cuthbert-Kirche. Solche Gebäudekomplexe wurden u. a. in den Stanegatekastellen von Old Church (Brampton), Kirkbride und Nether Denton beobachtet. Bei den jüngsten geophysikalischen Untersuchungen stieß man innerhalb der römischen Festung auch tatsächlich auf Spuren einer angelsächsischen Siedlung. Die erste schriftliche Erwähnung der Kirche stammt von einer Inschrift aus dem Jahr 1277 (der dazugehörige Stein wurde dem römischen Kastell entnommen). Um 1092 erbauten die Normannen in Bewcastle eine Burg. Wahrscheinlich wurde zuerst eine Holz-Erde-Konstruktion errichtet. Seine Bauherren haben offenbar die römischen Gräben an der Nord- und Ostseite wiederverwendet. Die Steinburg wurde zwischen 1361 und 1371 von John de Strivelyn, erbaut, der hierfür wieder Steine aus dem Kastell benutzte. Die nordöstliche Ecke des Kastells wurde dafür komplett abgebrochen. Auch für viele der Häuser in der näheren Umgebung wurden später aus der römischen Festung Material entnommen. Die Burg wurde 1641 während des Englischen Bürgerkriegs von den Truppen Oliver Cromwells zerstört.

## Kastell
Der Hügel über dem Tal von Kirk Beck wurde anscheinend nicht wegen seiner gut zu verteidigenden Position als Kastellstandort gewählt. Es ist auch auf der Grundlage des gegenwärtigen Stands der Forschung anzunehmen, dass es am Schlusspunkt des Maiden Ways lag; gewissermaßen in einer Sackgasse und wohl in einem sehr gefährlichen Unruhegebiet. Es diente dazu eine größere, mobile Streitmacht zu beherbergen die jede Aggression schon im Keim ersticken sollte und war offenbar nicht dazu gedacht, eine reine Verteidigungsrolle zu übernehmen.
Vom Kastell sind nur noch einige Bodenerhebungen – ein stark erodierter Erdwall, Höhe etwa 4 m – westlich der Demesne Farm, neben dem Nordwesttor und möglicherweise auch südöstlich zu sehen. Spuren von Gräben sind neben der Anfahrtsstraße im NW zu erkennen. Die noch sichtbaren Reste der Wälle stammen aus dem frühen 3. Jahrhundert. Die Mauern sicherten ein aus Gletschersand und Kies aufgeschüttetes Plateau mit einer Fläche von fast 2,9 Hektar, das an jeder Seite von sanft abfallenden Hängen begrenzt wird. Im Nordosten des Areals steht die normannische Burgruine. Das nordwestliche Viertel ist mit den Gebäuden der Demesne-Farm (spätes 17. Jahrhundert) bebaut. Der südliche Teil des Geländes ist größtenteils von der St.-Cuthbert-Kirche und einem Friedhof belegt. Anscheinend wurde dort von den römischen Baumeistern ein bronze- oder eisenzeitliches Verteidigungswerk wiederverwendet. An der Nordmauer wurden 2008 Erdwälle nachgewiesen, die zweifellos römisch sind und einen militärischen Zweck gehabt haben. In diesem Annex könnten möglicherweise Nutztiere, wie z. B. Pferde, oder andere militärische Ausrüstung untergebracht gewesen sein.
Bei den Ausgrabungen konnten von Richmond vier Bauphasen voneinander unterschieden werden;
- In Phase I entstand wohl zwischen 122 und 142 n. Chr. die Holz-Erde-Befestigung, umgeben von einem Graben. Sie verfügte mindestens über ein in Steinbauweise ausgeführtes Tor und interne Gebäude aus Holz oder Stein und einer Therme innerhalb der Mauern. Der Erdwall war feindseitig mit Steinblöcken verstärkt. Eine der vor Ort aufgefundenen Inschriften deutet darauf hin, dass es von der Dakerkohorte erbaut wurde.

- In Phase II wurde das Holz-Erde-Kastell planiert und danach in Stein komplett neu errichtet. Auch die innere Erdrampe wurde tw. abgetragen um Platz für eine Wallstraße (Via sagularis) zu schaffen. Die südliche Durchfahrt des NW-Tores wurde zugemauert und evtl. in eine Wachstube umgewandelt. Das Prätorium wurde ebenfalls in Stein neu aufgebaut. Laut einer Bauinschrift dürfte in dieser Zeit eine Vexillation der Legio VI Victrix – als Garnison oder Bautrupp – dort gelegen haben.

- In Phase III wurden die letzten hadrianischen Innengebäude während des späten 2. und frühen 3. Jahrhundert abgerissen und in Steinbauweise neu errichtet. Anscheinend wurden damals auch neue Kasernen hinzugefügt. Diese Bauten wurden vermutlich im Jahre 297 durch Feuer zerstört. Die innere Erdrampe wurde komplett entfernt um die Lagerfläche zu vergrößern.

- Phase IV fällt ans Ende des 3. Jahrhunderts, das Kastell wurde noch einmal aufwendig umgestaltet. An der Südwestseite wurde eine neue Mauer hochgezogen, das NW-Tor abgetragen. Es ist möglich, dass der Nordwall ebenfalls abgetragen und neu ausgerichtet wurde, so dass das Areal um das abgerissene NW-Tor und eines Kasernenblocks nun außerhalb des Kastells lagen. Die ummauerte Fläche reduzierte sich dabei erheblich, was auf eine stark geschrumpfte Garnison im späten 3. und frühen 4. Jahrhundert hindeutet. Einige der Innengebäude wurden ebenfalls umgestaltet und erhielten neue Funktionen. Wahrscheinlich wurde dabei auch das Badehaus in eine Kaserne umgewandelt. Die archäologischen Beweise legen nahe, dass das Kastell nach diesen letzten Umbaumaßnahmen zunehmend vernachlässigt wurde.

Für eine mittelkaiserzeitliche Befestigung hatte das Steinlager einen untypischen, annähernd sechseckigen Grundriss, der weitgehend dem Verlauf der Plateaukanten angepasst war. Normalerweise hatten die römischen Kastelle dieser Zeit eine standardisierte Spielkartenform, die sich aus den temporären Marschlagern entwickelt hatte. Es gibt bislang auch keinen Beweis für ein Vorgängerlager in der traditionellen Rechteckform an diesem Standort. Jeder der Mauerabschnitte hatte eine unterschiedliche Länge. Die Mauer wurde durch eine Innenrampe abgestützt, die aus Sand aufgeschüttet und an seiner Basis mit Steinen abgeschlossen war. Das Lager war zusätzlich von mindestens einem Graben als Annäherungshindernis umgeben. Der am besten erhaltene Mauerabschnitt befindet sich im Südwesten, wo er einer natürlichen Gratlinie folgt. Dort wurden auch Spuren des externen Grabens beobachtet. Der Rest der Umwehrung wurde im Laufe der Zeit durch Erosion und Steinraub zerstört. Zwischen- oder Ecktürme konnten bislang nicht nachgewiesen werden. Das Kastell verfügte vermutlich über drei Zugangstore im Süden, Osten und Nordwesten (letzteres war das Haupttor). Es gibt keine Beweise für die Existenz eines Nordtores. Das innen angesetzte Nordwesttor hatte zwei Durchfahrten, getrennt durch zwei Pfeiler (spina), aber keine Wachstuben an beiden Seiten. Es wurde zeitgleich mit der Kastellmauer errichtet.

### Innenbebauung
Im Innenbereich standen die für Hilfstruppenlager typischen Funktionsgebäude. Diese waren im Zentrum das Wohnhaus des Kommandanten (praetorium), das Lagerhauptquartier (principia), Mannschaftskasernen (centuria), diverse Funktionsgebäude und ein oder zwei Getreidelager (horrea). Es gibt jedoch bislang keine archäologische Beweise für solche Getreidespeicher. Der Charakter der Gebäude zwischen den Principia und der Praetentura unterscheiden sich etwas von denen in der Retentura, da sie nicht so dicht beieinander zu liegen scheinen und in ihrer Bauausführung vielfältiger sind.
Archäologisch gesichert sind die Positionen der Principia, des Prätoriums, des Badehauses und von zwei Kasernen an der NW-Ecke des Lagers. Diese entsprachen in ihrer Ausführung dem Baustil des 2. Jahrhunderts. Die bei ihrer Aufdeckung stark zerstörte Principia maß 21,9 Meter von Norden nach Süden und 30,5 Meter von Ost nach West. Das Prätorium hatte eine Länge von mindestens 26,8 Meter von Norden nach Süden und 23,8 Meter von Osten nach Westen. Hier hatten die Bauttrupps sogar profilierte Marmorplatten verarbeitet. Westlich davon wurden von Richmond hinter der Principia Spuren weiterer Gebäude, wahrscheinlich Pferdeställe (stabula) oder Kasernen, beobachtet.
Ein Badehaus (therme/balineum) – entstanden in hadrianischer Zeit – befand sich innerhalb der Mauern im südöstlichen Teil der Festung. Ein Teil der Rekonstruktion seiner Mauerstrukturen basiert allerdings auf Mutmaßungen. Das Gebäude entsprach dem sogenannten Reihentyp (wie auch die Thermen von Netherby, Chesters und Carrawburgh) und ist eine fast identische Nachbildung des Badehauses von Benwell. Richmond stieß im Kirchhof später auch auf die Überreste einer Hypokaustenheizung. Bei den geophysikalischen Untersuchungen wurde ein großes Gebäude in der Nähe des NW-Tores entdeckt. Das Gebäude maß etwa 15 × 10 Meter und hatte sechs Räume. Besonders eine Kammer im NW wies sehr hohe magnetische Werte auf, was möglicherweise auf Keramik oder anderes verbranntes Material hindeutet. Dieses Gebäude könnte ebenfalls als Badehaus gedient haben.
Die west-östliche Lagerhauptstraße, die Via praetoria, kreuzte sich hinter der Principia mit der nord-südlichen Hauptstraße, der Via principalis. Letztere wurde durch eine Struktur gestört die südlich der Via praetoria zunächst von Ost nach West und dann nach Süden verläuft. Dies könnte ein Kanal oder ein Aquädukt gewesen sein, der das Badehaus mit Frischwasser versorgte. Spuren der Via decumana (vom Nordwesttor ausgehend) konnten nicht gefunden werden.

## Garnison
Fanum Cocidi war vermutlich vom 2. bis zum 4. Jahrhundert mit regulären römischen Soldaten besetzt. Im Kastell konnte eine bis zu 1000 Mann starke Besatzung untergebracht werden. Die Dakerkohorte lag dort unter Hadrian in Garnison, welche Kohorte ab dem 3. Jahrhundert in Bewcastle stationiert war, ist nicht bekannt bzw. noch umstritten. Es beherbergte während seines Bestehens neben Hilfstruppensoldaten (Auxilia) zeitweise auch Legionäre. Die Legionen wurden für gewöhnlich nicht zum Garnisonsdienst an der Grenze eingeteilt, sondern entsandten für gewöhnlich Spezialkräfte um die anspruchsvolleren Bauvorhaben in den Kastellen auszuführen. Der Zenturio Annius Victor (aus welcher Legion ist unbekannt), stiftete dem Cocidius einen Altar. Von solchen Altären sind auch die Namen der Tribunen Aurunceius Felicessemus, Quintus Peltrasius Maximus und Aelius Vitalianus bekannt. Welche Einheiten sie befehligten, ging aus den Inschriften nicht hervor. Eventuell war das Kastell auch mit einem Numerus von Spähern (Exploratores) belegt. Diese Einheiten wurden später aufgelöst, da sie sich aktiv an der Barbarenverschwörung von 367 beteiligt hatten.
Folgende Einheiten stellten entweder die Besatzung des Kastells oder könnten sich für eine begrenzte Zeit dort aufgehalten haben:
| Zeitstellung                    | Truppenname                                                                                            | Beschreibung |
| ------------------------------- | --- | --- |
| 2. Jahrhundert n. Chr.          | Legio secunda Augusta („die zweite Legion des Augustus“)                                               | Insgesamt wurden bislang drei Inschriften dieser Legion in Bewcastle entdeckt. Eine davon stiftete sie gemeinsam mit der Legio XX, mit der sie Bauarbeiten im Kastell ausführte (siehe unten). Sie stammt vermutlich aus dem Jahr 126, als Trebius Germanus das Amt des Statthalters von Britannien bekleidete. Die andere befindet sich auf einen Iupiteraltar, auf dem auch die Cohors I Dacorum genannt wird. |
| 2. Jahrhundert n. Chr.          | Legio sextae Victrix („die sechste Legion, die Siegreiche“)                                            | Die Anwesenheit von Angehörigen der Legion ist durch eine Bauinschrift aus der Mitte des 2. Jahrhunderts bezeugt. |
| 2. Jahrhundert n. Chr.          | Legio vicesimae Valeria Victrix („die zwanzigste valerische Legion, die Siegreiche“)                   | Die Anwesenheit von Angehörigen der Legion ist durch die 1732 auf dem Friedhof von St. Cuthbert geborgene Bauinschrift bezeugt, sie wurde gemeinsam mit der Legio II gestiftet (heute verschollen). |
| 2. Jahrhundert n. Chr.          | Cohors primae Dacorum milliaria peditata (die erste Kohorte der Daker, 1000 Mann stark)                | Die Truppe wurde aus Stammesangehörigen der Provinz Dacia, deren Territorium Teile des heutigen Rumänien, Ungarn und Serbien umfasste, rekrutiert. Die einzige Inschrift aus Bewcastle, die diese Hilfstruppeneinheit nennt, ist ein Altar für den obersten römischen Staatsgott Iupiter Optimus Maximus, den sie gemeinsam mit der Legio II Augusta stiftete. Die Einheit ist auch von zahlreichen Inschriften aus dem Wallkastell Birdoswald (Banna) aus dem frühen 3. Jahrhundert und von einer undatierten Bauinschrift vom Hadrianswall im Abschnitt zwischen Turm 7b und Meilenkastell 8 bekannt. Nahe dem Vorpostenkastell von High Rochester (Bremenium) wurde ein Grabstein geborgen, auf dem diese Kohorte ebenfalls genannt wird. Die Interpretation der Inschrift, von der nur mehr eine Abzeichnung aus dem 18. Jahrhundert existiert, ist umstritten. Es könnte sich bei dem Verstorbenen auch um einen Angehörigen der Cohors I Dalmatarum gehandelt haben. |
| 3. Jahrhundert n. Chr.?         | Cohors primae Nervanae Germanorum equitata ("die erste teilberittene Kohorte der germanischen Nervii") | Im Jahre 1772 fand man in Netherby (Castra Exploratorum) einen aus weißem Sandstein gehauenen Altar, der dem kelto-britischen Gott Cocidius gewidmet war. Stifter war Paternius Maternus, Tribun der Nervierkohorte, die ursprünglich in der Gallia Belgica aufgestellt worden war. Er wurde wahrscheinlich in der zweiten Hälfte des 3. Jahrhunderts in Auftrag gegeben. Aufgrund seiner geologischen Beschaffenheit (Altäre aus Netherby waren für gewöhnlich aus rotem Sandstein gefertigt) nimmt der Historiker Eric Birley an, dass dieser von Bewcastle nach Netherby verschleppt wurde. Vielleicht war die Nervierkohorte (oder eine ihrer Abteilungen) auch für eine gewisse Zeit in Bewcastle stationiert. Der Altar befindet sich heute in Netherby Hall. |
| 2. bis 4. Jahrhundert n. Chr. ? | Numerus Exploratorum (Späher/Kundschafter)                                                             | Diese Spezialeinheiten gehörten ebenfalls zu den Hilfstruppen und wurden aus Stämmen des Grenzlandes rekrutiert, die für ihre gute Ortskenntnis und Ausdauer bei der Jagd bekannt waren. Sie waren nur leicht bewaffnet und wurden hauptsächlich bei der Feindaufklärung als Späher eingesetzt. Name und Ordnungsnummer der in Bewcastle stationierten Aufklärungstruppe sind – mangels diesbezüglicher Funde – bis dato unbekannt. |

## Signaltürme

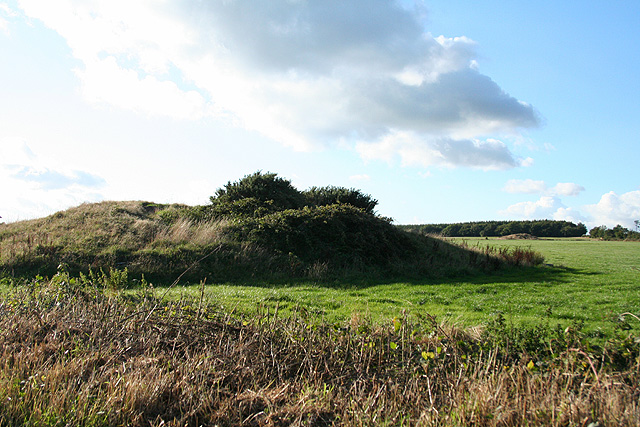
Tumulus bei "Robin Hood’s Butts", direkt an der Straße nach Churchingford

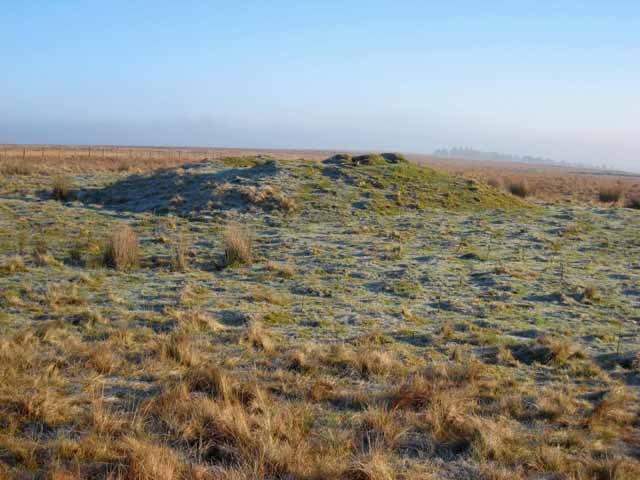
Signalstation Gillalees Beacon

Im Umfeld des Kastells wurden die Reste von drei steinernen Wachtürmen aus römischer Zeit entdeckt. Sie dienten wohl als Signalstationen, durch die mittels Licht- oder Rauchsignalen bei Bedarf die Besatzung des Wallkastells von Birdoswald alarmiert werden konnte. Bewcastle war noch stärker gefährdet als die anderen Außenposten, da es am Ende einer Militärstraße stand, während sich die anderen an Hauptversorgungsrouten befanden. Wurden die Signalstationen, die den Kontakt zur Mauer aufrechterhielten, zerstört, war die Garnison auf sich allein gestellt. Die erste Signalstation stand am „Barron’s Pike“, 1 km östlich von Bewcastle, von dort hatte man noch eine direkte Sichtverbindung zum Vorpostenkastell. Von Barron’s Pike konnte man die Gillalees Station sehen, von der aus man auch mit dem Wallkastell von Carvoran Kontakt aufnehmen konnte. Der Signalturm von „Gillalees Beacon“ stand auf einem flachen Hügel zwischen Bewcastle und Birdoswald, ein dritter bei „Robin Hood’s Butts“, etwa 3,2 km südöstlich von Bewcastle, direkt am Maiden Way. Vom Vorpostenlager aus war er nicht mehr zu sehen, jedoch war an diesem Punkt schon eine direkte Sichtverbindung mit Birdoswald möglich. Haverfield grub dort die Fundamente eines Steinturms aus, der an der Basis etwa 6 Quadratmeter groß war und etwa 1 Meter starke Wände hatte, die noch bis zu einer Höhe von etwa 1,75 m erhalten waren. Er war zusätzlich von einem Graben umgeben.

## Marschlager
2012 wurden südlich des Kirk Beck Erdwälle entdeckt, die vermutlich zu einem temporären römischen Marsch- oder Baulager gehörten. Die rechteckige Anlage liegt 154 Meter vom Flussufer entfernt, misst 124 Meter von Ost nach West und 145 Meter von Nord nach Süd und bedeckt eine Fläche von 2,15 Hektar. Spuren oder Reste von internen Gebäuden sind nicht sichtbar. Auch Tore vom Typ tituli oder clavicula, wie bei solchen Lagern üblich, sind nicht vorhanden. Einige Lücken in der Umfassung sind zwar zu sehen, sie könnten aber erst in späterer Zeit als Zugangswege zur Einfriedung angelegt worden sein. Vom Lager aus konnte man den Übergang des Maiden Way am Kirk Beck sehen. Die Straße konnte von dort aus noch etwa 100 Meter nach Osten verfolgt werden. Südlich und westlich von ihr fließt der White Beck, der in den Kirk Beck mündet. Im Lager wurde zwischen 1863 und 1864 der Cocidiusaltar eines Legionszenturios entdeckt (siehe auch Abschnitt Garnison).

## Vicus und Gräberfeld
Der Nachweis für einen Vicus ist minimal. Ohne Nachgrabung ist es auch nicht möglich zu bestätigen, dass die außerhalb des Kastells im Zuge der jüngsten geophysikalischen Untersuchungen aufgefundenen Gebäudereste alle römischen Ursprungs sind. Es gibt bislang auch keine archäologischen oder epigraphischen Hinweise darauf, dass um das Lager ein Gräberfeld angelegt wurde. Vermutlich war das Kastell zu stark exponiert, außerdem stand es an keiner Fernverkehrsverbindung, oft der wichtigste Indikator für die Entwicklung eines Vicus. Möglicherweise existierten dort aber mehrere Kultbauten, wie der Name des Kastells nahelegt. Wo das Cocidiusheiligtum stand, ist unbekannt. Inschriftlich bezeugt ist nur der Bau eines Tempels für Iupiter Dolichenus. Östlich und nördlich des Kastells, stieß man allerdings bei den geophysikalischen Untersuchungen von 2008 auf Fundamente von Steingebäuden, Pfostenlöcher, Straßen und wahrscheinlich auch einen Kalkbrennofen. Einige dieser Gebäude, insbesondere die in der Nähe des Flussübergangs, sind wahrscheinlich römischen Ursprungs. Bei den Untersuchungen in Bewcastle konnte nur geringe Spuren landwirtschaftlicher Aktivität um das Kastell festgestellt werden. Die einzige Ausnahme bilden zivile Bebauungsspuren in einem Areal östlich des Lagers, aber deren Ursprung ist vermutlich mittelalterlich und nicht römisch. Das Fehlen von aussagekräftigen Beweisen für die Existenz eines Vicus verstärkt die Annahme, dass der Standort rein militärisch genutzt wurde. Die im Vorfeld der Grenze siedelnden indigenen Stammesgemeinschaften waren den römischen Besatzern gegenüber meist besonders feindselig eingestellt, für typische Vicani war es wohl deshalb zur Niederlassung ungeeignet.